# Nilfisk-ALTO
Nilfisk er en førende leverandør af professionelt rengøringsudstyr og serviced med en årlig omsætning på omkring 1000 mio. euro og 5500 ansatte. De har hovedkontor i Danmark med produktionsfaciliteter i Ungarn, Kina, Italien og Nordamerika. Nilfisk har egne salgskontorer i 45 lande og har desuden et bredt, globalt netværk af distributører, hvilket betyder, at Nilfisk produkter sælges på i alt mere end 100 markeder verden over.
Nilfisk tilbyder højtryksrensere, støv-/vådsugere og gulvrengøringsmaskiner til landbruget, auto-/transportbranchen, industrien, rengøringsselskaber og private forbrugere.
I Hadsund holder Nilfisk-ALTO til i KEW Industri A/S tidligere tidligere bygninger. Afdelingen i Hadsund har 134 ansatte.